# Gap-Campagne (tổng)
Tổng Gap-Campagne là một tổng của Pháp ở tỉnh Hautes-Alpes trong vùng Provence-Alpes-Côte d'Azur.

## Hành chính
| Giai đoạn | Ủy viên    | Đảng | Tư cách |
| --------- | ---------- | ---- | ------- |
| 2008-2014 | Roger Para | DVD  |         |
| 2001-2008 | Roger Para | DVD  |         |

## Các đơn vị cấp dưới
Tổng Gap-Campagne gồm 6 xã với dân số là 3 758 người (điều tra năm 1999, dân số không tính trùng)
| Xã                   | Dân số    | Mã bưu chính | Mã insee |
| -------------------- | --------- | ------------ | -------- |
| La Freissinouse      | 456       | 05000        | 05059    |
| Gap                  | 1 586 (1) | 05000        | 05061    |
| Manteyer             | 305       | 05400        | 05075    |
| Pelleautier          | 391       | 05000        | 05100    |
| Rabou                | 67        | 05400        | 05112    |
| La Roche-des-Arnauds | 953       | 05400        | 05123    |

(1) một phần của xã.

## Biến động dân số
| 1962                                                     | 1968 | 1975 | 1982 | 1990  | 1999  |
| -------------------------------------------------------- | ---- | ---- | ---- | ----- | ----- |
| -                                                        | -    | -    | -    | 3 716 | 3 758 |
| Nombre retenu à partir de 1962 : dân số không tính trùng |      |      |      |       |       |